# Erupção e tsunâmi do Hunga Tonga em 2022
Uma grande erupção da ilha vulcânica Hunga Tonga, localizada em Tonga, no Oceano Pacífico, ocorreu em 15 de janeiro de 2022. A erupção causou tsunâmis em Tonga, Samoa Americana e Fiji; e alertas de tsunâmi foram emitidos para Vanuatu, Nova Zelândia, Samoa, Fiji, Austrália, Japão, México, Estados Unidos, Canadá, Chile e Equador. Ondas de tsunâmi foram relatadas e causaram danos na Nova Zelândia, Estados Unidos, Chile e Peru. Ao menos três pessoas morreram, afogadas no Peru e em Tonga , e dois pescadores na Califórnia sofreram ferimentos leves.

## Antecedentes
Depois de estar relativamente inativo desde 2014, o vulcão Hunga Tonga entrou em erupção em 20 de dezembro de 2021, enviando partículas para a estratosfera, e uma grande nuvem de cinzas foi vista de Nucualofa, a capital de Tonga, a cerca de 70 km (43 mi) do vulcão. O Centro de Aviso de Cinzas Vulcânicas (VAAC) em Wellington, Nova Zelândia, emitiu um aviso às companhias aéreas. Explosões foram ouvidas até 170 km (110 mi) de distância. Esta erupção inicial terminou às 02:00 do dia 21 de dezembro. A atividade vulcânica continuou e, em 25 de dezembro, a ilha aumentou de tamanho em imagens de satélite. Como a atividade na ilha diminuiu, ela foi declarada inativa em 11 de janeiro de 2022.

## Erupções

Imagem da erupção vista do espaço durante aproximadamente 1 hora e 40 minutos.

Uma grande erupção começou em 14 de janeiro, enviando nuvens de cinzas a até 20 km (12 mi) de altura na atmosfera. O governo de Tonga emitiu um alerta de tsunâmi para os moradores. Os geólogos tonganeses próximos do vulcão observaram explosões e uma coluna de cinzas com amplitude de de 5 km (3.1 mi).
No dia seguinte, uma erupção consideravelmente maior ocorreu aproximadamente às 17:00 (04:00 UTC). O VAAC novamente emitiu um aviso às companhias aéreas. As cinzas da erupção atingiram a ilha principal de Tongatapu, obscurecendo o sol. Explosões altas foram ouvidas a 65 km de distância em Nucualofa, e pequenas pedras e cinzas caíram do céu. Muitos moradores de Tonga ficaram presos no trânsito enquanto tentavam fugir para terrenos mais altos. A explosão foi ouvida em Samoa, a cerca de 840 km de distância. Moradores de Fiji descreveram os sons de trovões. Booms foram ouvidos na Ilha Norte da Nova Zelândia e até a costa leste da Austrália. Do espaço, uma coluna de erupção muito ampla e ondas de choque foram capturadas se propagando pelo Pacífico por satélites. A onda de pressão também foi registrada por estações meteorológicas na Austrália. O Serviço Geológico dos Estados Unidos registrou a erupção em uma magnitude de onda de superfície de 5,8.
Foi registrada uma atividade intensa de raios durante a fase de erupção. A Rede Nacional de Detecção de Raios de Vaisala detectou os raios na forma de ondas de rádio. Várias centenas a milhares de relâmpagos foram registrados pelo sistema durante as duas semanas anteriores à erupção. De 14 a 15 de janeiro, ocorreram dezenas de milhares de relâmpagos. Entre 05:00 e 06:00 UTC em 15 de janeiro, 200.000 relâmpagos foram registrados.
Observações preliminares mostraram que a coluna de erupção ejetou uma grande quantidade de material vulcânico na estratosfera. Um cientista da Universidade de Auckland descreveu-a como um evento que ocorre uma vez a cada mil anos.

## Impacto
Poucas informações estão disponíveis sobre a extensão dos danos e vítimas em Tonga devido a problemas de comunicação. Imagens de vídeo mostrando ondas atingindo áreas costeiras em Tonga foram relatadas pela Sky News. Atata, uma pequena ilha próxima a Nucualofa, teria sido submersa e operações de resgate estão sendo realizadas. Há alguns relatos de moradores de Tonga com dificuldades para respirar devido às cinzas. O governo tonganês não confirmou nenhuma vítima da erupção ou do tsunâmi.
O tsunâmi tirou a vida de duas mulheres no Peru quando uma onda de 2 metros as atingiu na praia de Naylamp, Lambayeque. Ambas estavam em um caminhão junto com o motorista; que era marido de uma das mulheres. Quando a onda atingiu o veículo, o motorista escapou. Os corpos das vítimas foram levados para um necrotério.
Em San Gregorio, Califórnia, quatro pescadores foram arrastados para o mar pelo tsunâmi. Dois dos homens ficaram feridos e receberam tratamento médico, enquanto outros dois foram resgatados ilesos.

## Tsunami

### Oceania
Como resultado da erupção de 15 de janeiro de 2022, um terremoto de magnitude 5,8 e um tsunâmi de 1.2 m (3.9 ft) de altura atingiram a capital de Tonga, Nucualofa. Os medidores de maré na cidade registraram ondas de 1.5–2 m (4.9–6.6 ft) de altura. Vídeos postados na Internet mostraram uma série de ondas atingindo a costa e as casas, varrendo os destroços. Outros vídeos mostram uma nuvem de cinzas obscurecendo o sol. De acordo com um morador da capital tonganesa, uma série de pequenas explosões iniciais foram ouvidas, que foram seguidas por um tsunâmi aproximadamente 15 minutos depois. A primeira onda foi considerada a maior. Uma longa onda branca foi observada no mar se aproximando da costa. Três ondas teriam atingido a costa. Na esteira do tsunâmi, o rei Tupou VI foi evacuado e engarrafamentos se formaram quando os moradores fugiram para terrenos altos.
Em Fiji, um medidor de maré em Suva registrou uma onda de 20 cm (8 in) às 17:40, hora local. Também houve relatos de atividade de tsunâmi nas ilhas Lau. As ilhas de Moce, Moala, Kadavu e Taveuni foram atingidas por um tsunâmi de baixo nível que provocou inundações.
Na Samoa Americana, um tsunâmi medindo 0.61 m (2.0 ft) de altura foi registrado por medidores de maré.
Ondas de tsunâmi "destrutivas" de 1–2.5 m (3 ft 3 in–8 ft 2 in) foram observadas em várias ilhas em Vanuatu. Ondas de até 0.8 m (2.6 ft) de altura foram registrados em Hanalei, Havaí.
O tsunâmi afundou vários barcos e arrancou outros de seus ancoradouros em uma marina em Tutukaka, na Nova Zelândia. Detritos de barcos e poliestireno foram relatados. A Defesa Civil de Northland disse que os danos na marina foram "graves". De acordo com o Hauraki Gulf Weather, o tsunâmi atingiu a Ilha Great Barrier em 16 de janeiro, entre 01:05 e 01:10, hora local, com uma altura de 1.33 m (4.4 ft). O tsunâmi causou inundações na Baía de Mahinepua, onde um acampamento estava localizado, mas todos os 50 indivíduos no local estavam seguros. Não houve vítimas relatadas na Nova Zelândia.
Na Austrália, o Bureau de Meteorologia disse que ondas de tsunâmi foram observadas durante a noite de sábado ao longo da costa leste da Austrália. Ondas de tsunâmi de até 1.27 m (4.2 ft) de altura foram registradas na Ilha Norfolk; 1.10 m (3.6 ft) de altura em Lord Howe Island; 0.82 m (2.7 ft) em Gold Coast, Queensland; 0.77 m (2.5 ft) em Twofold Bay, Nova Gales do Sul; e 0.50 m (1.6 ft) em Hobart, Tasmânia.

### Ásia
Em Kominato, Amami, Kagoshima, Japão, um tsunâmi de 1.2 m (3 ft 11 in) de altura foi relatado às 23:55 em 15 de janeiro, JST. Em Tosashimizu, Kochi, o tsunâmi foi de 0.9 m (2 ft 11 in) de altura. Um tsunâmi medindo 0.9 m (2 ft 11 in) também foi relatado em Chichi-jima Futami. Na costa de Tohoku, uma onda de 0.7 m (2 ft 4 in) atingiu a costa às 00:38 de 16 de janeiro, hora local. No porto de Sendai, o tsunâmi mediu 0.9 m (2 ft 11 in) às 00:08. Na prefeitura de Iwate, um tsunâmi de 1,1 metro foi registrado às 02h26 de 16 de janeiro. Ondas de tsunâmi de menos de um metro foram relatadas ao longo da costa do Pacífico de Hokkaido. Este foi o primeiro alerta de tsunâmi do país desde o terremoto de Fukushima em 2016.

### Américas
Ondas de tsunâmi significativas foram relatadas atingindo o porto de Santa Cruz, na Califórnia, durante a manhã de sábado. Fortes correntes em Half Moon Bay foram relatadas em um tweet pela conta oficial do Corpo de Bombeiros de San Mateo-Santa Cruz. Ondas de até 1.2 ft (0.37 m) de altura foram registrados em Nikolski, Alasca. No México, foi relatado um aumento do nível do mar nas costas ocidentais dos estados de Guerrero, Colima e Península de Baja California, com ondas de 0.30 a 0.61 m. O NWS relatou um pequeno tsunâmi medindo 0,76 m (2,5 pés) no Porto San Luis. Pequenas ondas foram observadas em Seal Beach.
O nível máximo da maré chegou a 2,05 metros em Manzanillo, Colima, no México, de acordo com o Serviço Mareográfico do Instituto de Geofísica da Universidade Nacional Autônoma do México. O tsunâmi teve uma amplitude de 1,19 metros em Zihuatanejo. Ondas de pouco menos de 1 metro foram registradas em Acapulco, Huatulco e Salina Cruz.
Ao longo da costa do Peru, o tsunâmi causou danos. Restaurantes e barcos na praia de Lagunillas e no distrito de San Andrés foram danificados pelas ondas. Muitos banhistas evacuaram em segurança enquanto as empresas fechavam. Danos a cais e algumas casas ocorreram na capital, Lima. Em algumas áreas, os proprietários de barcos arrastaram seus barcos para a costa para evitar que as ondas os danificassem. Alguns danos materiais foram confirmados nas praias. Uma onda de 0,68 m de altura foi registrada no porto de Callao, 0,72 m no distrito de Marcona e 0,65 m em Paita. O tsunâmi mediu 2 metros em Lambayeque, matando duas pessoas. Ocorreu também no país um derramamento de óleo nas praias por causa do tsunâmi 
No norte do Chile, ondas de até 2 metros atingiram a costa. Vídeos e imagens nas redes sociais da região de Los Ríos mostraram o tsunâmi danificando cais, carregando barcos e atingindo praias. Avisos de evacuação costeira foram emitidos em 14 das 16 regiões do Chile. Um aviso de nível "alerta vermelho" foi emitido para mais de 6.400 km de costa. A Oficina Nacional de Emergência (ONEMI) disse que a atividade do tsunâmi pode persistir durante a noite, portanto os afetados devem se sustentar com seus suprimentos e ajuda de emergência.
Pequenos tsunâmis relacionados à erupção foram medidos até o Golfo do México e o Mar do Caribe, com a NOAA relatando um aumento máximo do nível de mar de 0.18 m (0.59 ft) em Porto Rico.

## Reações
Um alerta de tsunâmi foi emitido em 14 de janeiro em Tonga, depois que uma erupção foi observada. A atividade vulcânica diminuiu após essa erupção e o alerta foi levantado no início da manhã de 15 de janeiro. Uma onda de 30 centímetros foi observada durante o primeiro alerta de tsunâmi. Outro aviso foi emitido para toda a Tonga na noite de 15 de janeiro, após outra grande erupção. Sirenes de alerta soaram em Nucualofa, enquanto as autoridades instavam os moradores a fugir para um terreno mais alto.
O Departamento de Recursos Minerais de Fiji emitiu alertas para que as pessoas que vivem nas áreas litorâneas fiquem longe das costas. Evacuações foram feitas nas ilhas Lau depois que a atividade das ondas foi observada no mar. O primeiro-ministro interino de Fiji, Aiyaz Sayed-Khaiyum, pediu ao público que fique dentro de casa e cubra os tanques de água domésticos em caso de chuva, devido ao risco de ácido sulfúrico gerado pela erupção.
Alertas de tsunâmi também foram emitidos para a Samoa Americana pelo Centro de Alerta de Tsunami do Pacífico (PTWC). O PTWC considerou o tsunâmi "perigoso" e alertou que as mudanças no nível do mar, bem como as fortes correntes, podem representar um risco ao longo da costa. Samoa emitiu um alerta de tsunâmi posteriormente. O PTWC posteriormente cancelou o alerta de tsunâmi para a Samoa Americana.
A Agência Nacional de Gerenciamento de Emergências da Nova Zelândia disse aos moradores para esperarem "correntes fortes e incomuns e ondas imprevisíveis" ao longo da costa norte e leste da Ilha Norte, bem como nas Ilhas Chatham. A agência acrescentou que as correntes podem ferir e afogar pessoas.
Um alerta de tsunâmi foi emitido pelo Bureau de Meteorologia da Austrália, com um alerta terrestre emitido para a Ilha Norfolk e a Ilha Lord Howe, e um alerta marítimo para a costa leste da Austrália, Tasmânia e Ilha Macquarie. Em 16 de janeiro, às 06h55, horário local, alertas marítimos de tsunâmi foram emitidos para Nova Gales do Sul, Queensland, Victoria e Tasmânia devido a correntes fortes e perigosas.
A Agência Meteorológica do Japão informou aos moradores que uma ligeira perturbação no mar poderia ocorrer sem nenhum dano. O tsunâmi não representaria uma ameaça à costa japonesa. Funcionários da JMA disseram que o aumento do nível do mar não superior a 20 cm (7.9 in) pode ser esperado por 24 horas a partir das 21:00, JST. A JMA emitiu um alerta de tsunâmi para as Ilhas Amami e as Ilhas Tokara, com previsão de ondas de até 3 m (9.8 ft) de altura. Avisos adicionais foram emitidos para a costa leste e sudeste, para ondas de até 1 m (3 ft 3 in) de altura. Uma ordem de alerta e evacuação foi emitida para a prefeitura de Iwate, e ordens de evacuação também foram emitidas para outras seis prefeituras. A Agência de Gestão de Incêndios e Desastres (FDMA) disse que 210.000 moradores que vivem nas sete prefeituras foram evacuados.
O Centro Nacional de Alerta de Tsunami emitiu um alerta de tsunâmi ao longo da costa oeste dos Estados Unidos e da Colúmbia Britânica, Canadá. O aviso cobriu todas as áreas dos EUA ao longo da costa oeste, do sul da Califórnia ao Alasca. As praias foram fechadas, e os moradores do litoral foram solicitados a irem para terrenos mais altos. Ondas de tsunâmi medindo 0.30 a 0.61 m devem chegar à costa às 7:30 PST (UTC-8), ao longo da costa central da Califórnia. Esperava-se que São Francisco recebesse ondas às 8:10. As ondas de tsunâmi mais altas são esperadas uma a duas horas após a chegada das primeiras ondas. Um alerta de tsunâmi foi emitido para todo o Havaí. Avisos no Canadá foram emitidos ao longo das costas norte e central da Colúmbia Britânica, juntamente com o arquipélago de Haida Gwaii e a Ilha Vancouver. Nenhuma ordem de evacuação foi emitida, mas as pessoas foram instadas a evitar praias e marinas. O nível de alerta foi baixo devido à altura das ondas reportadas, pois estavam abaixo da marca de 91 cm (36 in), que justificaria uma elevação do alerta. O Chile também emitiu um alerta para um "pequeno tsunâmi" para a maior parte de sua área costeira, incluindo a Ilha de Páscoa, a evacuação foi decretada para outras 12 regiões.

## Resgate
Operações de resgate estão em andamento na Ilha Atata, localizada próxima à ilha principal de Tonga, perto de Nuku'alofa, depois que a pequena ilha foi submersa pelo tsunâmi.

## Assistência
A primeira-ministra da Nova Zelândia, Jacinda Ardern, disse que funcionários do Ministério das Relações Exteriores estão discutindo o fornecimento de ajuda a Tonga. Ardern descreveu os eventos em Tonga como "extremamente preocupantes". Em uma entrevista coletiva às 15:00, NZDST, em 16 de janeiro, ela anunciou que o governo da Nova Zelândia estava fornecendo uma doação de 500.000 dólares neozelandeses "que é o ponto de partida". Os recursos da Marinha Real da Nova Zelândia estavam sendo preparados para "navegar enquanto falamos". Um P3 Orion da Força Aérea Real da Nova Zelândia seria enviado em um voo de reconhecimento assim que fosse seguro fazê-lo. A nuvem de cinzas é estimada em 19 200 m (63 000 ft), bem acima do teto de serviço do Orion.